# Kirkjubøkambur
Kirkjubøkambur är en kulle i Färöarna (Kungariket Danmark).   Den ligger i sýslan Sandoyar sýsla, i den östra delen av landet, 6 km söder om huvudstaden Tórshavn. Toppen på Kirkjubøkambur är 300 meter över havet. Kirkjubøkambur ligger på ön Streymoy.
Terrängen runt Kirkjubøkambur är lite kuperad. Havet är nära Kirkjubøkambur åt sydost.  Närmaste större samhälle är Tórshavn, 6,1 km norr om Kirkjubøkambur. Trakten runt Kirkjubøkambur består i huvudsak av gräsmarker.